# 溫泉溪大瀑布
溫泉溪大瀑布亦名為「烏山大瀑布」，位於高雄市茂林區，濁口溪支流溫泉溪上游，烏山西北西方烏山峽谷末端，為烏山峽谷僑利瀑布群中最具規模的瀑布。瀑布標高約955公尺至850公尺，落差約105公尺。由安通吊橋(已封閉)上溯，經土虱彎，約4公里可抵達瀑底。

## 解
1. ↑  根據《臺灣通用電子地圖【NLSC】》、《臺灣通用正射影像【NLSC】》對照。